# NGC 6487
NGC 6487 est une vaste galaxie elliptique située dans la constellation d'Hercule. Sa vitesse par rapport au fond diffus cosmologique est de 7 432 ± 15 km/s, ce qui correspond à une distance de Hubble de 109,6 ± 7,3 Mpc (∼357 millions d'al). NGC 6487 a été découverte par l'astronome français Édouard Stephan en 1880.
À ce jour, une mesure non basée sur le décalage vers le rouge (redshift) donne une distance d'environ 122,000 Mpc (∼398 millions d'al). Cette valeur est à légèrement à l'extérieur des valeurs de la distance de Hubble. Notons cependant que c'est avec la valeur moyenne des mesures indépendantes, lorsqu'elles existent, que la base de données NASA/IPAC calcule le diamètre d'une galaxie et qu'en conséquence le diamètre de NGC 6487 pourrait être d'environ 65,1 kpc (∼212 000 al) si on utilisait la distance de Hubble pour le calculer.